# Аньлун
Аньлу́н (кит. упр. 安龙, пиньинь Ānlóng) — уезд Цяньсинань-Буи-Мяоского автономного округа провинции Гуйчжоу (КНР).

## История
Во времена империи Мин в 1381 году здесь была размещена Наньлунская охранная тысяча (安隆守御千户所). Во время завоевания китайских земель маньчжурами провозгласивший себя минским императором Чжу Юлан в 1652 году перенёс сюда на пару лет свою ставку.
Во времена империи Цин в 1727 году в провинции Гуйчжоу была создана Наньлунская управа (南笼府). В 1797 году на подвластной управе территории произошло восстание. После его подавления Наньлунская управа была переименована в Синъискую управу (兴义府). В 1862 году на подвластной управе территории вспыхнуло восстание войск белого знамени, на подавление которого ушло почти десять лет. Так как восставшие войска почти сразу захватили место размещения властей управы и убили главу управы, то управу возглавил заместитель убитого главы, который стал вести дела в уезде Синъи. 
После Синьхайской революции в Китае была проведена реформа структуры административного деления, в ходе которой области и управы были упразднены, и поэтому в 1913 году Синъиская управа была расформирована; место пребывания властей бывшей управы было выделено в отдельный уезд Наньлун (南笼县). В 1922 году уезд был переименован в Аньлун.
После вхождения этих мест в состав КНР в 1950 году был создан Специальный район Синжэнь (兴仁专区), и уезд вошёл в его состав. В декабре 1952 года власти специального района переехали из уезда Синжэнь в уезд Синъи, и Специальный район Синжэнь был переименован в Специальный район Синъи (兴义专区). В апреле 1956 года уезд был передан в состав Специального района Дуюнь (都匀专区), в августе того же года преобразованного в Цяньнань-Буи-Мяоский автономный округ. В 1958 году уезд к уезду Аньлун был присоединён уезд Цэхэн, но в 1961 году он был воссоздан.
13 января 1965 года уезд Аньлун был преобразован в Аньлун-Буи-Мяоский автономный уезд.
В июле 1965 года Специальный район Синъи был воссоздан, и автономный уезд вернулся в его состав. В 1970 году Специальный район Синъи был переименован в Округ Синъи (兴义地区).
Постановлением Госсовета КНР от 21 сентября 1981 года Округ Синъи был преобразован в Цяньсинань-Буи-Мяоский автономный округ; автономный уезд был при этом преобразован в обычный уезд.

## Административное деление
Уезд делится на 3 уличных комитета и 10 посёлков.

## Транспорт
Важное значение имеет скоростное шоссе Аньлун — Лючжи, проходящее через ущелье Хуацзян и над рекой Бэйпаньцзян.